# 17세기 뉴잉글랜드의 지성
17세기 뉴잉글랜드의 지성 ( The New England Mind: the Seventeenth Century ) 청교도 연구가 페리 밀러의 대표작으로 청교도 연구의 기본적인 역사적 사실을 담고 있다. 이 저서의 내용은 대부분의 청교도 연구에 널리 인용되고 있으며, 비록 그가 세속적인 시각으로 청교도들을 그려내고 있지만, 미국의 초창기 역사에 많이 읽혀지고 있다. 

## 목차

### 1권 종교와 학문

#### 1장경건에 대한어거스틴적 요구
청교도의 경건에 대한 열정은 그들이 어거스틴적 전통 즉, 고백론에서 드러난 신앙의 방향과 동일하다.  토마스 아퀴나스를 변증한 리처드 후커와 상반된 견해를 가지지만 동일한 학문적 전통을 가진 그들은 같은 어휘를 사용하지만, 다른 가치와 그들만의 독특한 점이 있었다.  조나단 에드워즈는 경건에 대해 강하게 어필하였고, 랠프 왈도 에머슨은 예시하였으며, 너새니얼 호손의 직관으로 서서히 타올랐다. 존 번연은 경건을 외부적으로 조직적으로 서술한 자였다. 청교도들은 교리와 삶의 역동적인 관계에서 칼빈주의의 튤립교리 가운데 전적인 타락교리에 대한 가르침을 삶에 적용시키고, 그것이 그들에게 가져다 주는 방향성을 제시하였다.  하나님, 죄 그리고 중생, 이 세 용어가 제시하는 청교도의 가장 중요한 가치를 설명하기로 한다.    
1. 하나님 : 청교도들에게 하나님은 절대로 완벽하게 이해할 수 없는 무한한 존재였다.  그래서 그들은 하나님의 성질 또는 속성들로 하나님을 표현했다. 존 프레스톤은 이에 대해 잘 설명한다. 예정설과 작정과 섭리교리는 그들에게 삶의 방식으로까지 연결되었다.  카드게임을 하는 것은 하나님의 섭리를 돈과 바꾸는 매춘행위로 여겼다.  복권이 나왔을 때 경건이 사라질 것을 우려했다.   성경의 권위는 언제나 높았고, 문자주의적으로 해석하기를 원했다.  성경이 말한 것은 모두 진리라고 믿었다.
2. 죄: 사람의 내적본성은 텅 빈 공간으로 이루어져 있고, 그 공간을 채우려는 욕망으로 가득차 있다.  만일 그 원인에 대해 인식하지 못한다면, 우리는 언제나 곤고한 상태로 머물 것이다.  어거스틴의 원죄교리가 청교도와 공통점이 되는 것은 그들이 갖고 있는 죄에 대한 심각함과 그 죄에 대하여 고민하는 영성이었다.  그들은 하루에 열시간에서 12시간 정도 성경을 읽거나 공부하지 않으면 그 하루는 공치는 날로 생각했다. 그들의 작문과 성찰의 연속은 그들이 죽어도 문자는 남는다는 성경이 가르치는 교훈을 몸소 실천한 것이었다.  인간은 죄로 인해 처참한 상태이고 이 상태가 어느 정도 파괴되었는지를 글로 보여주기 위한 그들의 노력이 바로 청교도의 저력이었다.
3. 중생: 하나님은 전능하시지만, 사람은 무능한 존재다. 하나님이 주시는 은혜는 마음을 꿰뚫는 능력이 있다. 이 은혜를 통해 하나님의 거스를 수 없는 변화가 사람의 마음 속에 일어나게 된다.  이 변화는 사람의 지식과 노력으로 채워지지 않는 마음을 하나님만이 채울 수 있는 기쁨과 소망이 생겨나게 만든다. 일반은혜와 특별은혜에 대한 명확한 구분이 중요하였다.  일반은혜는 일반인들도 누릴 수 있었던 자연적인 지식과 이해인 반면, 특별은혜는 오직 선택된 자만이 주어진 것이다.  가장 가엷은 신자가 가장 영광스러운 위선자보다 더 위대한 것과 같다.(34쪽)

#### 2장. 경건의 훈련
청교도들에게 있어 경건에 대한 지식은 원죄교리로부터 시작한다.  그들은 원죄에 대해서 싸워 이겨야 할 대상이라고 생각했다. 천상의 승리의 약속이 이 땅에서의 패배의 아픔을 없애줄 만큼 충분함을 믿었다.  그들에게 있어서 세상에서 일하는 어떤 직업도 그리스도인이기 때문에 더욱 열심히 임해야 하고, 그 일에 대해, 천상적으로 보다 영적으로 생각해야 함을 강조하였다.  내적인 타락성에 대한 그들의 확신은 본성적으로 사람은 착한 사람이 될 수 없으므로, 수평선 넘어 잘 보이지 않는 하늘에 떠 있는 별에 그의 삶의 여정을 두어야 한다는 것이었다.  그들에게 있어서 신생 (기독교)의 황홀함은 가장 순수하고 최고의 절대적 아름다움이었다. 그것은 그들의 기쁨의 원천이었고, 주체할 수 없는 달콤함이었다.  

#### 3장. 지적인 특성
청교도들은 기본적으로 르네상스에 기초한 이성주의를 혐오하였다. 그는 철학과 이성에 대한 반감을 표현하였으나, 또한 그들은 어거스틴의 자손들이었다.  어거스틴은 사람은 알기 위해서는 먼저 믿어야 함을 강조하였고, 믿은 뒤에는 알도록 최선을 다해야 한다고 가르쳤다. 이러한 가르침이 청교도들에게 믿음은 의지와 지식모두가 필요한 것임을 따르도록 만들었다. 윌리엄 델과 존 웹스터등은 고등교육 특히 신학교의 필요성에 대해 부정적이었다.  그들은 성경에 나와 있는 내용은 철학적 논증이나 세속적 학문과 섞이면 오히려 불경건해진다고 주장하였다.  특히, 세속적 정부에 의해 세금으로 도움 받는 것을 반대하였다. 즉, 교회 자치적인 교육을 강조하고 철학과 세상지식에 대한 강한 거부감을 표시했다.  하지만, 뉴잉글랜드 청교도는 하버드 대학의 잔디밭에 나온 것처럼,  뉴잉글랜드의 첫열매로 하버드 대학을 상징하도록 하였다. 그들은 많은 사람들이 의외로 무지한 것에 놀랐으며, 그들을 가르치기 위한 전문적 교육기관의 필요성을 누구보다도 중요시하였다.   

#### 4장 지적인 유산
뉴잉글랜드인들은 마틴 루터, 존 칼빈, 베자등에 대해서 존경과 반박을 통해 그들의 글들을 심도있게 관찰하고 논리적으로 다루었다.  그들에게 그들의 믿음의 선배도 또한 실수를 많이 할 줄 그들은 알았다.  그래서, 성경으로 돌아가 그들만의 새로운 교리적 체계를 만들기를 원했지만, 결코 과거의 교리들을 허물거나 변경하려고 하지 않았다.  하지만, 가톨릭의 전통과 잘못된 가르침을 없애기 위해 전폭적인 관심과 노력을 기울였다. 인크리스 매더는 휴고 그로티우스에 대해 소시니안주의화하고, 가톨릭화한다고 비판은 하였지만, 다른 한편으로는 그 시대의 가장 위대한 지성인이라고 칭찬했다.  플루타르코스는 테오도르 드 베즈가 가장 뛰어난 작가라고 칭송하였고, 윌리엄 허버드는 세네카를 가장 훌륭한 세속적 철학가로 칭했다.  하지만 청교도들은 공통적으로 중세 철학에 대해서는 극심한 혐오를 가졌었다. 청교도들에게 이런 세속적인 지식을 가르쳤던 중세시대의 대학교의 전통은 결코 사람의 마음을 회심시키는 중생에 이르지 못하므로 성경의 지식과는 차별적으로 다루었다. 그들은 지식을 다루는 데 있어서 합성과 연합되는 과정을 선호하였지, 조사 하거나 새로운 신학화하는 것에는 반대하였다.  만일 철학적인 추론을 통해 성경을 보게 되는 것은 가톨릭화하려는 시도라며 비난하였다.   

### 2권 우주론

#### 5장 이성이라는 도구
아담이 타락전에는 완전한 거룩함을 가진 인간이었으나 타락이후에는 불완전성이 죄의 오염으로 이루어졌으나, 논리(Logic)의 영역은 그렇지 않았다.  그것은 선택받은 자나 선택받지 않은 자 모두에게 논리의 영역은 학습으로 계발할 수 있다는 것이다. 피터 라무스는 아리스토텔레스의 논리학에서 벗어나 새롭게 정의내림으로 논리에 대한 새로운 지평을 열었다.

#### 6장 지식
윌리엄 에임스는 그의 테크놀로지아에서 피터 라무스의 방법을 사용하였다. 

### 부록 B. 계약의 신학교(언약신학)
리차드 십스, 리처드 후커, 윌리암 퍼킨스, 윌리엄 에임스, 존 프레스톤의 작품들에 언약신학은 반영되어 있다. 요한 코케이우스는 이 언약신학을 집대성하였고 이것이 윌리엄 에임스와 함께 뉴잉글랜드에 많은 영향을 미쳤다. 